# Autosalon van Brussel

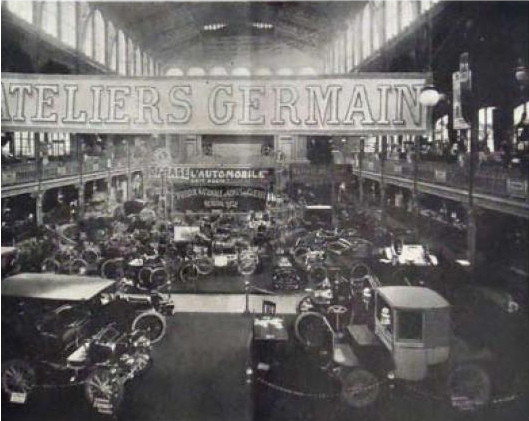
Het autosalon van 1902

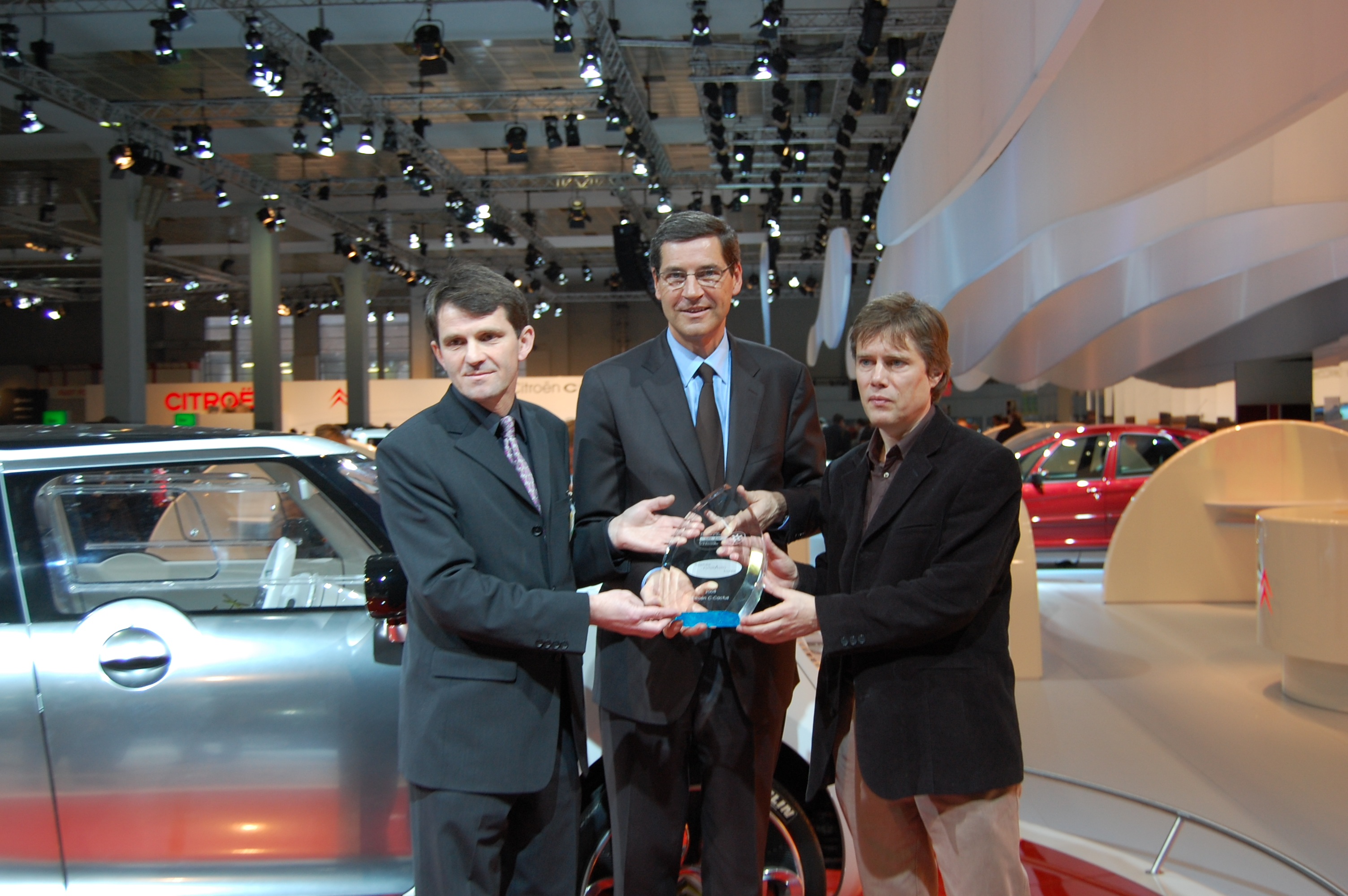
Het autosalon van 2008

Het Autosalon van Brussel (Frans: Salon de l'auto, Engels: Brussels Motor Show en voorheen European Motor Show Brussels) is een autosalon in de Belgische hoofdstad Brussel dat tot 2020 jaarlijks werd gehouden, en daarna in 2023 en 2025 (volledige edities). Het salon wordt ingericht in de Heizelpaleizen van Brussels Expo, doorgaans in de maand januari. Tussen 2000 en 2020 kende het salon telkens rond 500.000 tot 750.000 bezoekers, wat het de grootste indoorbeurs in België maakte. De organisatie gaat uit van FEBIAC.

## Geschiedenis[1]
De beurs werd voor het eerst georganiseerd in 1902, en kreeg toen de naam "Automobiel- en Rijwielsalon". Ze had plaats in het Jubelpark te Brussel, telde 82 exposanten en moest concurreren met een gelijkaardig initiatief van de Union Auto Véloce in de Centrale Hallen. Louis Mettewie wordt gezien als de geestelijke vader van de beurs. Hij was geen onbekende in de toenmalige automobielwereld, want hij was onder andere de eerste voorzitter van de "Syndicale Kamer van de Automobiel- en Rijwielconstructeurs, die in 1969 zou opgaan in de federatie FEBIAC.
Vanaf 1905 werd de beurs georganiseerd onder leiding van Graaf Jacques de Liedekerke. Tussen 1915 en 1919 waren er geen edities vanwege een gedwongen onderbreking tijdens de Eerste Wereldoorlog. De oorlog had het salon echter geen schade toe gebracht, meer zelfs, nooit voordien stonden zoveel fabrikanten van wagenonderstellen en koetswerken opgesteld. Tijdens het salon van 1920 verschenen er tal van nieuwe producenten op het toneel, zoals D'Ieteren en Vanden Plas. Tot 1931 organiseerde Jacques de Liedekerke het salon, hij verzorgde zo'n 22 edities.
De Liedekerkes opvolger was Alfred Goldschmidt. Goldschmidt was voorzitter van 1931 tot 1947. In 1937 bleek de expositieruimte in het Jubelpark te klein te zijn. Al gauw werd er een grotere locatie gevonden, namelijk de splinternieuwe Eeuwfeestpaleizen. De expositie van 1937 was groot genoeg om twee derden van Paleis 5 in te nemen. Het salon van 1939, dat ondertussen al toe was aan z'n 30e editie, was het laatste dat voor de Tweede Wereldoorlog georganiseerd werd.
Pas in februari 1948 opende het 31e Salon van Brussel zijn deuren. Deze editie betekende ook de intrede van een nieuwe voorzitter: Louis Brondeel. Ondanks het economisch moeilijk klimaat trok de beurs toch veel bezoekers aan dat jaar. Vanaf 1950 werd het plafond van Paleis 5 bekleed met banen stof, deze traditie wordt nog steeds in ere wordt gehouden door het huidige salon. In 1955 werd de officiële benaming van het internationale evenement vervolledigd met de vermelding van de motorfietsen. Voortaan sprak men van het "Auto-, Motor- en Fietssalon".
In de jaren 1957, 1958 en 1959 werden er geen salons georganiseerd. Dit kwam vanwege de voorbereiding van de Wereldtentoonstelling van 1958 en de oprichting van de hiervoor nodige nieuwe paleizen.
Vanaf 1960 nam Edouard Desgain het voorzitterschap over. De beurs groeide, de verscheidenheid aan producten steeg, en de interesse vanuit de industrie nam toe. Daarom beslisten de organisatoren in 1973 het aanbod te beperken tot bedrijfsvoertuigen.
Desgain trad in 1978 af, en werd opgevolgd door Hendrik Daems, die voorzitter bleef tot 1987. In 1978 besloot Daems de groter wordende beurs op te splitsen. In de even jaren zou er een beurs worden gehouden voor auto's, motorfietsen en fietsen, terwijl er in de oneven jaren een bedrijfsautobeurs zou plaatsvinden, een afwisseling die zou standhouden tot het jaar 2020.
In januari 2020 werd de 98e editie gehouden. In 2021 en 2022 ging het salon niet door vanwege de coronacrisis. In januari 2022 werd wel een alternatief minisalon gehouden bij de concessiehouders. Op deze manier telde dit mee als 99e editie waardoor de editie van januari 2023 de 100-jarige jubileumbeurs was. Tijdens deze jubileumeditie was de beurs wat kleiner dan voorheen en alle types van voertuigen werden gepresenteerd, er was geen sprake meer van een apart salon voor bedrijfsvoertuigen. Door het verdwijnen van enkele andere Europese autosalons werd voor de eerste keer in 2023 de verkiezing Auto van het jaar hier georganiseerd. Voor het eerst was er een groot aanbod van elektrische wagens. Het salon lokte 265.000 bezoekers. In 2024 werd het evenement geschrapt.  Begin januari 2025 was er opnieuw een volwaardige beurs met meer dan 100 exposanten.

## Bezoekersaantallen
De bezoekersaantallen tijdens respectievelijk de 'normale' Autosalon (vanaf 2000) en de Autosalon van Lichte Bedrijfs-, Vrijetijdsvoertuigen en Moto's (van 2001 tot en met 2019):